# Pedro Angulo Arana
Pedro Miguel Angulo Arana (Lima, 5 de febrero de 1960) es un abogado, historiador y político peruano. Fue presidente del Consejo de Ministros del Perú del 10 hasta el 21 de diciembre de 2022; en el gobierno de Dina Boluarte.

## Biografía
Nació el 5 de febrero de 1960 en el distrito de Lima.
En 1979, ingresó a la Facultad de Derecho y Ciencia Política de la Universidad Nacional Mayor de San Marcos, donde obtuvo el título de abogado. Luego consiguió una maestría (1995), y el doctorado en Derecho (2000), en la misma casa de estudios. Cuenta también con la licenciatura en Historia por la referida universidad.
En 1999, obtuvo el bachillerato en Ciencias de la Comunicación, por la Universidad Nacional Federico Villarreal.

### Trayectoria
Hizo carrera como abogado litigante. Como magistrado del Ministerio Público, se desempeñó como Fiscal Superior Penal de Lima, desde 1996 hasta su renuncia en 2011, tras haber sido denunciado por acoso sexual. Fue Fiscal Adjunto Supremo provisional y Fiscal Anticorrupción (2005-2008). Miembro del Jurado Electoral Especial de Lima Centro (2013-2014).
Fue elegido como decano del Colegio de Abogados de Lima (CAL), entre 2016 y 2017.
Integró la Comisión de Implementación del nuevo Código Procesal Penal en el Ministerio Público. Fue también comisionado en la Comisión de Derecho Procesal Penal y en la Comisión de Derechos Humanos del CAL. Presidió la Comisión Especial de Seguimiento a los Procesos Jurisdiccionales en Materia de Derechos Humanos del CAL y el Instituto de Ciencia Procesal Penal.
En 2022 formó parte del concurso para la elegir al jefe de la Autoridad Nacional de Control del Ministerio Público; sin éxito.

### Trayectoria académica
Ejerce como profesor en la Academia de la Magistratura (AMAG), desde 1999. Fue profesor de la sección de posgrado de la Universidad Nacional Mayor de San Marcos (UNMSM), y de la Universidad de San Martín de Porres (1995-2016). También fue catedrático de la Facultad de Derecho de la Universidad Nacional Federico Villarreal, de la UNMSM, de la Universidad Antonio Ruiz de Montoya,de la Universidad ESAN, y de la Universidad Inca Garcilaso de la Vega.

## Trayectoria política
Participó como candidato al Congreso de la República por Todos por el Perú en las elecciones parlamentarias extraordinarias de 2020, sin embargo, no resultó elegido.

### Precandidatura presidencial (2020)
Ingresó al partido político Contigo. En 2020, Angulo fue designado precandidato a la segunda vicepresidencia, con Máximo San Román a la presidencia. Tras la renuncia de San Román; en diciembre de 2020, Angulo Arana fue elegido por el Comité Ejecutivo Nacional del partido como candidato presidencial en las elecciones generales de 2021. Sin embargo, no cumplió con el plazo para inscribirse a tiempo en las elecciones. El partido presentó una queja ante el Jurado Nacional de Elecciones (JNE) por fallas en el sistema informático del ente electoral, que impidió la inscripción de la lista presidencial.

### Presidente del Consejo de Ministros

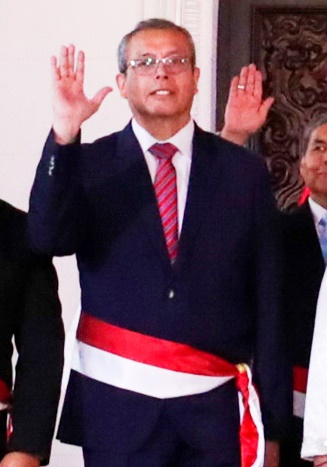
Angulo en su posesión como presidente del Consejo de Ministros, en diciembre de 2022.

El 10 de diciembre del 2022, fue nombrado y juramentado por la presidenta Dina Boluarte, como presidente del Consejo de Ministros. Mantuvo este cargo hasta el 21 de diciembre siguiente, cuando la presidente Boluarte hizo una recomposición de su gabinete.

### Vida posterior
El 7 de enero de 2023, fue designado jefe del Gabinete de Asesores de la Presidencia de la Corte Suprema de Justicia de la República.

## Controversia
En 2006, el Intercambio Internacional por la Libertad de Expresión (IFEX) criticó las acciones de Angulo como fiscal estatal cuando acusó a un periodista de ocultar pruebas, e IFEX afirmó que las acciones del periodista no constituían un delito según la ley peruana y que estaba tratando de transmitir supuestas grabaciones del jefe del Consejo Nacional de Inteligencia, César Almeyda, chantajeando al general Óscar Villanueva.
Según Voz de América, Angulo enfrentaba 13 investigaciones penales a partir de su nombramiento en diciembre de 2022, que incluyen abuso de autoridad, contra la administración pública, contra la fe pública, chantaje, extorsión y otros.La República escribió que el primer ministro Angulo enfrenta denuncias de acoso sexual a mujeres asistentes y apoya las acciones de César Hinostroza, quien pidió favores ilegalmente a la magistrada María Apaza y huyó de Perú.

## Obras

### Libros
- El principio de oportunidad en el Perú (2004).
- La investigación del delito en el nuevo Código procesal penal (2006).
- La función del fiscal: estudio comparado y aplicación al caso peruano: el fiscal en el nuevo proceso penal (2007).
- Los alegatos en el nuevo juicio oral (2010).
- Claves de la litigación en el proceso penal: alegatos e interrogatorios (2017).
- Litigación oral en materia penal y un estudio de la teoría del caso (2020).
- La difamación mediática: Art. 132, tercer párrafo, del CP (2021).[21]
- La Historia Fake (2024).[22]